# NGC 914
NGC 914 في الفهرس العام الجديد، هي مجرة، تقع في كوكبة المرأة المسلسلة. اكتشفت في 30 نوفمبر 1878 بواسطة إدوارد ستيفان.

## روابط خارجية
- NGC 914 على موقع ويكي سكاي: DSS2, SDSS, GALEX, IRAS, Hydrogen α, X-Ray, Astrophoto, Sky Map, Articles and images